# نجيب عازوري
نجيب جرجس عازوري (1873-1916) هو كاتب، وسياسي، ومفكر قومي عربي. ولد في قرية عازور في جنوب لبنان، والتحق بمدرسة الفرير في بيروت، وتابع دراسته في معهد الدراسات العليا في باريس، حاصلاً على اللقب الأول في العلوم السياسية.
تبوأ منصب مساعد حاكم القدس عام 1898، واعتزله في 1904 ليتفرغ للعمل السياسي حيث دعا إلى استقلال سوريا والأقطار العربية عن الدولة العثمانية. أسس عام 1904 في باريس جمعية عصبة الوطن العربي (أو جامعة الوطن العربي) التي لم تلقى النجاح، وفي عام 1905 شارك في المؤتمر العربي الأول الذي عقد في باريس وقدد حرر بيانه بيده.وفي آذار 1907 أصدر مجلة الاستقلال العربي التي استمرت في الصدور حتى حزيران 1908.
على أثر سقوط السلطان عبد الحميد الثاني، عام 1908، قرر نجيب عازوري العودة إلى فلسطين، للترشح في الانتخابات، إلا أن الأتراك حكموا عليه بالإعدام بتهمة «القيام بنشاطات تمس بأمن الدولة»، فتوجه إلى القاهرة، التي ترأس فيها تحرير صحيفة مصر اليومية. لعب دوراً كبيراً في تأمين السلاح وتهريبه للمقاتلين العرب الذين ثاروا ضد العثمانيين فيما عرف لاحقاً بالثورة العربية الكبرى.
كان أول من كتب ونبه من خطر الاستيطاني الصهيوني على فلسطين والبلدان المجاورة، وأشار إلى إن نتائج الصراع العربي الصهيوني سيحدد مستقبل المنطقة.
وضع نجيب عازوري عدداً من المؤلفات، أبرزها كتاب يقظة الأمة العربية (بالفرنسية: Le réveil de la nation arabe) الذي كتبه بالفرنسية، بالإضافة إلى مقالات وأبحاث نشرت في مجلة الاستقلال العربي وصحف فرنسية أخرى.

## أنظر أيضا
- قائمة الكتاب اللبنانيين

## وصلات خارجية
- فكر ما قبل شعارات الستينات! مقال فيه نبذة عن نجيب عازوري للكاتب رشاد أبو شاور من موقع المحرر.
- النص الأصلي لكتاب «يقظة الأمة العربية» (فرنسي)
- مئة سنة علي يقظة الأمة العربية مقال عن كتاب نجيب عازوري للكاتب صقر أبو فخر من موقع إيلاف مقتبس من القدس العربي.